# Strychnos froesii
Strychnos froesii är en tvåhjärtbladig växtart som beskrevs av Adolpho Ducke. Strychnos froesii ingår i släktet Strychnos och familjen Loganiaceae. Inga underarter finns listade i Catalogue of Life.